# Septéries
Les Septéries (Σεπτήριον / Septerion)  sont l'une des trois festivités spécifiquement delphiques décrites par Plutarque (avec les Héroïs et les  fêtes de Charila). Elles se déroulaient tous les huit ou neuf ans. On procédait à l'édification d’une cabane puis certains hommes y amenaient un enfant dont les parents étaient encore vivants. Ils en sortaient sans se retourner en renversant la table. Enfin la cabane était incendiée et l'enfant sortait et courait vers la vallée du Tempé pour se faire purifier.   
Selon la légende, il s'agissait de commémorer le combat du dieu Apollon contre le serpent Python ainsi que la fuite du dieu à Tempé. Plutarque pensait que les Septéries n’avaient originellement aucun rapport avec le mythe d'Apollon. Celui-ci n’aurait été « raccroché » que vers le IVe siècle av. J.-C. à la fête. Toujours selon Plutarque, le rite primitif avait trait à un ancien souverain tyrannique et la cabane symbolisait sa demeure.  

## Sources
- Plutarque, Œuvres morales [détail des éditions] [lire en ligne] (IV-18: Quaestiones Graecae 293B-F/12) ; (V-26: De defectu oraculorum 417F-18B/15)